# Unidad de Gestión Operativa Ferroviaria de Emergencia
La Unidad de Gestión Operativa Ferroviaria de Emergencia (UGOFE) fue una empresa ferroviaria argentina que operó hasta 2014 los servicios metropolitanos de pasajeros de las líneas San Martín, Belgrano Sur y Roca.
Estaba integrada por las empresas Ferrovías y Metrovías, responsables a nivel operativo, mientras que el pago de salarios corría por cuenta del Estado.
Las líneas a cargo de UGOFE fueron anteriormente operadas por la empresa Metropolitano, a la que en el caso del San Martín el Estado le revocó la concesión mediante el decreto 798 del Poder Ejecutivo Nacional de 2004 por incumplimiento del contrato y protestas de usuarios por el mal estado del ramal y en el caso de los ferrocarriles Roca y Belgrano Sur mediante los decretos 591 y 592 de 2007, apelando a similares argumentos y una semana después de una masiva protesta de usuarios en la estación de Constitución.

## Origen
La UGOFE fue formada como sociedad anónima el 7 de enero de 2005 por las empresas Ferrovías, Metrovías y Trenes de Buenos Aires, concesionarias de las otras líneas ferroviarias de pasajeros del Gran Buenos Aires, para hacerse cargo del Ferrocarril San Martín hasta tanto se adjudique la prestación del servicio a un concesionario definitivo. Los salarios de los empleados de UGOFE eran abonados por el Estado por medio de la empresa Ferrocarril General Belgrano S.A., originalmente escindida de Ferrocarriles Argentinos para operar servicios de cargas en la red del ferrocarril del mismo nombre. El 22 de mayo de 2007, con la caída de la concesión de los ferrocarriles Roca y Belgrano Sur, la UGOFE fue convocada a operarlos transitoriamente junto con el San Martín, tomando posesión efectiva de los mismos el 6 de julio del mismo año.
El 24 de mayo de 2012 le fue revocada a Trenes de Buenos Aires la concesión de las líneas Mitre y Sarmiento mediante el decreto 793/2012 por incumplimiento del contrato, tras protestas de usuarios por el mal estado de los ramales, descarrilos y accidentes fatales, en particular el accidente ferroviario de Once de 2012 ocurrido en febrero. La operación de ambas líneas se encargó de forma transitoria a una Unidad de Gestión Operativa formada por Ferrovías y Metrovías, las restantes concesionarias integrantes de UGOFE. Trenes de Buenos Aires fue asimismo excluida de UGOFE en días posteriores.
El 12 de febrero del 2014, en el contexto de una renovación de material rodante y reordenamiento administrativo, se anunció la disolución de UGOFE y UGOMS y la división de sus tareas entre Corredores Ferroviarios S.A. y Argentren S.A., con el objetivo de establecer un control más claro de responsabilidades.

## Características de la gestión
Desde que se hizo cargo del servicio de la línea San Martín, las principales tareas de la UGOFE estuvieron orientadas a la reparación de locomotoras y coches de pasajeros, muchos de los cuales estaban en pésimas condiciones. También se procedió a la pintura e iluminación de estaciones y pasos a nivel, así como la creación de un nuevo esquema de pintura para las formaciones, que pasaron a llevar la inscripción LSM como distintivo. Durante ese tiempo también se inauguró una nueva estación de ferrocarril para la línea en 2008: Sol y Verde.
Mientras tanto, en la línea General Roca, se hicieron trabajos de pintura y reparación la estructura en las estaciones (el más importante el de Estación Constitución), se repararon pasos a nivel, y también se hicieron nuevos pasos bajo nivel. Se realizaron trabajos de mejora sobre vías que se encontraban en mal estado, se repararon máquinas y refaccionaron coches de pasajeros (entre lo novedoso, se puso en servicio los coches Materfer reacondicionados con piso elevado y puertas automáticas similar a los trenes eléctricos), que recibieron un nuevo esquema de pintura, azul y gris, con la inscripción LGR como distintivo.
Por último, en la línea Belgrano Sur se hicieron trabajos de pintura y reparación la estructura en las estaciones, reparando pasos a nivel, y también reparando las vías que se encontraban en mal estado, se repararon máquinas y refaccionaron coches de pasajeros, que recibieron un nuevo esquema de pintura, azul y gris, y llevando un logo con la inscripción LBS como distintivo.

## Servicios operados
| Ferrocarril        | Ramales | Período               |
| ------------------ | --- | --------------------- |
| Roca (LGR)         | Constitución-La Plata (vía Quilmes) Constitución-Ezeiza-Cañuelas Constitución-Glew-Alejandro Korn Constitución-Bosques (Vía Quilmes) Constitución-Bosques-J.M Gutiérrez (Vía Temperley) Temperley-Haedo Constitución-Claypole Constitución-Gral. Alvear (Interurbano) La Plata-Parada Policlínico (Tren Universitario) | 22/05/2007 21/08/2013 |
| San Martín (LSM)   | Retiro (San Martín)-Pilar | 07/01/2005 21/08/2013 |
| Belgrano Sur (LBS) | Puente Alsina-Aldo Bonzi Buenos Aires-González Catán Buenos Aires-Marinos del Belgrano | 22/05/2007 21/08/2013 |